# Карпиловский сельский совет (Ахтырский район)
Карпиловский сельский совет (укр. Карпилівська сільська рада) — входит в состав Ахтырского района Сумской области Украины.
Административный центр сельского совета находится в 
с. Карпиловка.

## Населённые пункты совета
- с. Карпиловка
- с. Гусарщина
- с. Николаевка